# Chanju Samantha Mwale
Chanju Samantha Mwale là một luật sư và sĩ quan quân đội người Malawi. Cô là nữ luật sư đầu tiên trong Lực lượng Quốc phòng Malawi và năm 2016 đã trở thành nữ sĩ quan đầu tiên của Quân đội Malawi được thăng cấp bậc trung tá. Cô đã được chuyển sang vai trò nghiên cứu vào năm 2016, một động thái mà cô cáo buộc là bất hợp pháp và được đưa lên Tòa án tối cao Malawi. Tòa án đã không xét xử vụ án và Mwale đã chọn rút lui khỏi quân đội.

## Sự nghiệp
Chanju Samantha Mwale đã theo học tại Học viện Kamuzu trước khi tốt nghiệp bằng cử nhân luật tại Chancellor College (Đại học Malawi). Cô làm việc như một thẩm phán thường trú cao cấp trước khi gia nhập Lực lượng Quốc phòng Malawian với tư cách là trợ lý pháp lý vào năm 2004, nữ luật sư đầu tiên gia nhập lực lượng bào chữa.
Mwale đã được triển khai như một nhà quan sát quân sự cho Cộng hòa Dân chủ Congo từ năm 2010 đến năm 2011  Cô đã tham gia vào các cuộc tập trận quân sự của Cộng đồng Phát triển Nam Phi và, với tư cách là một thiếu tá, đại diện cho Malawi tại hội thảo Nghiên cứu Giải trừ vũ khí của Liên hợp quốc khu vực tháng 3 năm 2012. Mwale đã được trao một học bổng của Liên Hợp Quốc trong luật quốc tế vào năm 2013. Cô được thăng cấp trung tá vào tháng 5 năm 2016, người phụ nữ đầu tiên đạt được cấp bậc đó trong quân đội.
Mwale được bổ nhiệm làm phó giám đốc dịch vụ pháp lý vào tháng 8/2016. Cô đã được chuyển đến để trở thành một sĩ quan trong ban giám đốc nghiên cứu và phát triển tại Trường Cao đẳng Lực lượng Vũ trang Malawi vào ngày 25 tháng 5 năm 2017. Mwale tranh cãi về việc thay đổi vai trò là không phù hợp với khả năng của cô và một hành động bất hợp pháp. Chọn không đưa vấn đề lên Hội đồng Quốc phòng của Malawi, vì sĩ quan cấp trên của bà ngồi trong hội đồng, bà đã mở các thủ tục tố tụng tại Tòa án tối cao Malawi. Vụ án đã được giải phóng vào tháng 9 năm 2017, với phán quyết của thẩm phán, trước tiên nó phải được đưa ra trước Hội đồng Quốc phòng. Mwale, một bà mẹ đơn thân, đã chọn rút lui khỏi quân đội trong quá trình tố tụng.